# 恋のダウンタウン
「恋のダウンタウン」（Downtown）は、ペトゥラ・クラークの1964年のシングル。クラークが出したレコードの中でも世界的に最大のセールスを出した。B面は英米では「You'd Better Love Me」、当時世界配給権を獲得していたフランス・ヴォーグでは、イギリス国内向けに先行発売されていた「Baby It's Me（恋のマスコット）」が収録され、日本盤はフランス盤のカップリングに倣った。また同年には仏語バージョン「Dans le temps」も出している。チャート上では、イギリスではザ・ビートルズの「アイ・フィール・ファイン」に1位を阻まれ2位どまりだったが、アメリカでは1位を記録した。歌詞の内容は「疲れた時にダウン・タウンに行ってみれば、必ず元気をもらえるわ。ダウン・タウンはあなたを癒してくれるはずよ」というもの。

## カヴァーしたアーティスト
- フランク・シナトラ
- ドリー・パートン
- マリアンヌ・フェイスフル（1965年）
- ミセス・ミラー（1966年）[1]
- The B-52's（1979年）
- エマ・バントン（2006年）

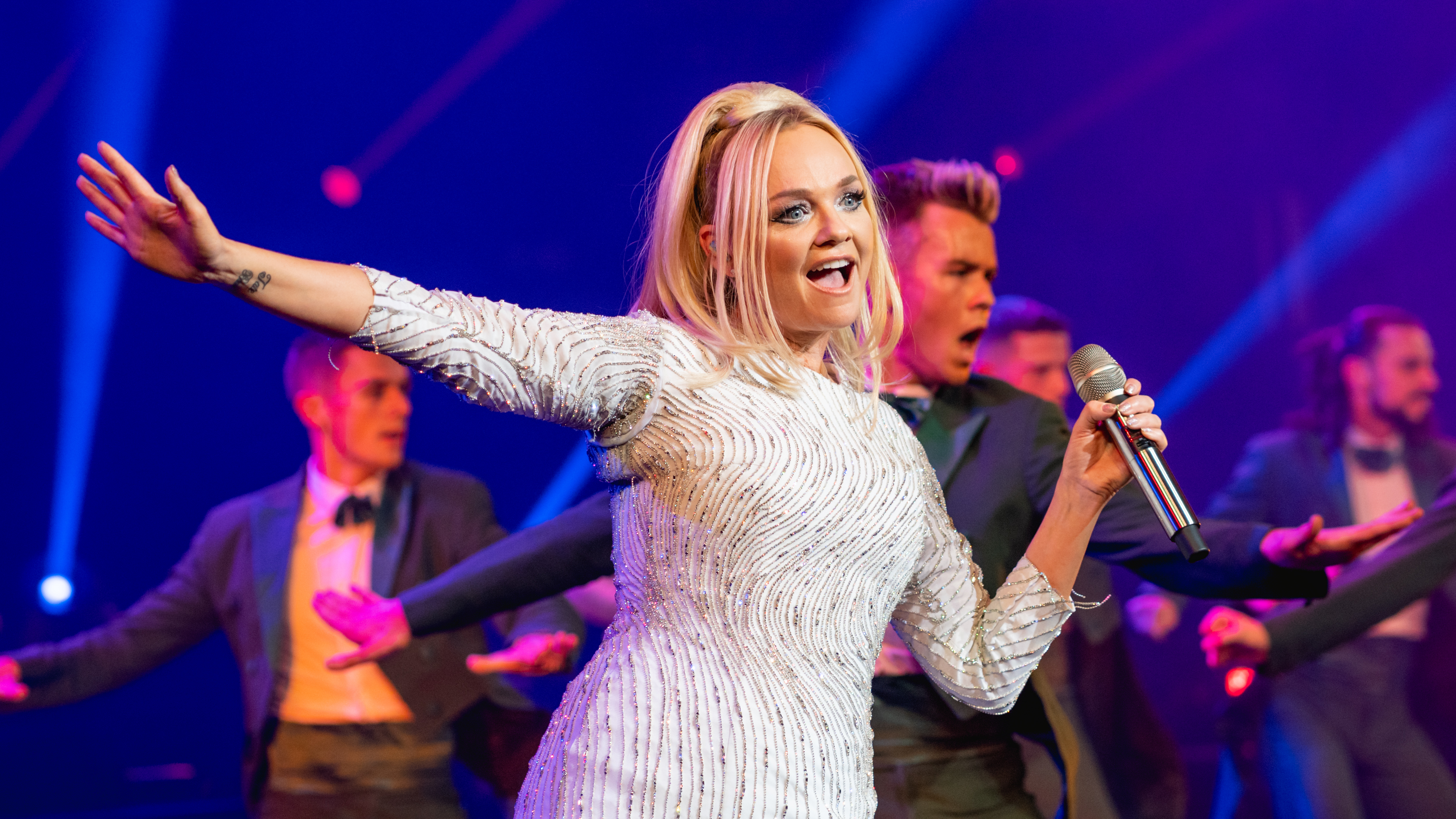
エマ・バントン

  - 同年のBBCのチャリティー『チルドレン・イン・ニード』のオフィシャル・シングルとして発売。全英3位を記録[2]。
- 甲山紀代
- 弘田三枝子
- アニタ カーとヤング101
- ホリー・コール
- 南沙織
- 飯田圭織（2003年）
- Naty Hrychová（2013年）※チェコ語 映画『プラハ!』（2001年）の劇中曲のカバー｡
- アニャ・テイラー＝ジョイ（2021年）

## 使用された映画
- イントルーダー 怒りの翼（劇中でウィレム・デフォーとブラッド・ジョンソンが歌う）
- 17歳のカルテ
- プラハ!（劇中のミュージカルシーンでチェコ語で歌われている。）
- LOST
- X-ファイル 2016
- ラスト・ナイト・イン・ソーホー (2021)